# Alfonso de Portago
Alfonso Antonio Vicente Eduardo Angel Blas Francisco de Borja Cabeza de Vaca y Leighton, cunoscut sub numele de Alfonso de Portago (n. 11 octombrie 1928 - d. 12 mai 1957), a fost un marchiz spaniol și de asemenea pilot de Formula 1.
1. 1 2  Alfonso de Portago, Marqués de Portago, The Peerage, accesat în 9 octombrie 2017
2. 1 2  Autoritatea BnF, accesat în 10 octombrie 2015
3. 1 2  Alfonso. Fon Portago. Marqués de Portago (XI). Conde de la Mejorada (XIII) Cabeza de Vaca y Leighton, Diccionario biográfico español, accesat în 9 octombrie 2017
4. 1 2  Alfonso Cabeza de Vaca, Roglo
5. 1 2  Alfonso De Portago, Find a Grave, accesat în 9 octombrie 2017
6. 1 2 3 4 5  The Peerage